# ستارا کرسنا
ستارا کرسنا (به بلغاری: Stara Kresna) یک منطقهٔ مسکونی در بلغارستان است که در شهرستان کرسنا واقع شده‌است.
 ستارا کرسنا ۱۹٫۱۶۹ کیلومتر مربع مساحت و ۸۹ نفر جمعیت دارد و ۴۰۹ متر بالاتر از سطح دریا واقع شده‌است.